# Salvia coahuilensis
Salvia coahuilensis es una planta perenne de la familia de las lamiáceas. Es originaria de la Sierra Madre Oriental en el Estado de Coahuila en México.

## Descripción
Es un arbusto perennifolio de crecimiento lento, que alcanza un tamaño de menos de 2,5 m de altura y anchura, con muchas ramas leñosas que crecen desde la base. Tiene flores de color púrpura de 3 cm de largo y hojas muy espaciadas, lineales de color verde.

## Taxonomía
Salvia coahuilensis fue descrita por Merritt Lyndon Fernald y publicado en Proceedings of the American Academy of Arts and Sciences 35(25): 520. 1900.
Etimología
Ver: Salvia
coahuilensis: epíteto geográfico que se refiere a su localización en Coahuila.